# 尹舒妍
尹舒妍（：／ Yoon Seo Yeon，2003年8月6日—），是一名韓國女歌手，現為Modhaus旗下女團tripleS的成員

## 早年生活
尹舒妍出生於南韓大田市。高中畢業後，她原本是一名準備重考大學修學能力試驗的普通學生，並未考慮進入演藝圈。儘管從小喜歡K-Pop偶像的表演，也曾有過憧憬，但她從未接受過偶像訓練，也曾多次拒絕娛樂公司的招募邀約，認為自己不適合當藝人。
然而，某天她在街上被星探發掘，隨後又在Instagram上收到Modhaus經紀公司的邀約，這讓她開始重新思考自己的未來。一直以來，她總覺得自己的人生像是「配角」而非「主角」，於是這次決定給自己一個機會，挑戰全新的道路，成為練習生，並踏上偶像之路。

## 演藝經歷

### 2022年
4月29日，Modhaus公開tripleS首位成員的背影照，5月1日，透過介紹預告片揭曉尹舒妍為tripleS的首位成員。隨後，她於5月9日搬入宿舍，標誌著tripleS日常真人秀《SIGNAL少女電送》的開始，並正式啟動tripleS計畫。
6月21日，她的首本寫真集《THE FACE》在《SIGNAL少女電送》第34集中公開預告，原定於7月發行，但因製作原因延遲至9月底或10月初。9月22日，尹舒妍通過首次“First Grand Gravity”確定為子團+(KR)ystal Eyes的首位成員。

### 2023年
2月13日，尹舒妍與tripleS的9位隊友一起推出了首張迷你專輯《ASSEMBLE》，正式出道。4月，她與隊友郭妍知、山田楓及徐多賢一同為雜誌《Vanity Teen》拍攝封面。5月4日，作為tripleS第二支小分隊+(KR)ystal Eyes的成員，隨隊發行了迷你專輯《AESTHETIC》，專輯中收錄了包括主打歌《Cherry Talk》在內的6首歌曲。
5月25日，她與隊友李知禹一起參加競賽綜藝節目《Queendom Puzzle》，但在第七集中遭到淘汰，最終排名第24名。6月27日，她隨小分隊+(KR)ystal Eyes發行單曲碟《Touch》，其中收錄了單曲《Touch+》。7月6日，作為Acid Eyes小分隊成員，推出單曲碟《Cherry Gene》，收錄了《Cherry Gene》的三種混音版本。
8月17日，尹舒妍隨tripleS第三支小分隊LOVElution發行了迷你專輯《ↀ》，其中包含主打曲《Girls' Capitalism》在內的8首歌曲，表達了生活在資本主義社會中的少女們對創造屬於自己未來的真實想法。9月24日開始，她隨LOVElution展開以美國亞特蘭大為起點的“Authentic”世界巡迴演唱會。12月7日，尹舒妍參與的tripleS 16人團綜《Strong Girl：徽章戰爭》在YouTube首播。

### 2024年
2月3日，她隨tripleS在首爾舉行了“Authentic”世界巡演的首爾站演出。5月8日，尹舒妍隨tripleS的24人大隊發行了錄音室專輯《ASSEMBLE24》，其中收錄了包括主打曲《Girls Never Die》在內的10首歌曲，展現少女們在艱難困境中堅強不屈的意志。5月24日，tripleS的24人團綜《Strong Girl：徽章戰爭2》在YouTube首播。